# Pteraster acicula
Pteraster acicula är en sjöstjärneart som först beskrevs av Paul O. Downey 1970.  Pteraster acicula ingår i släktet Pteraster och familjen knubbsjöstjärnor. Inga underarter finns listade i Catalogue of Life.